# 姚懿珊
姚懿珊（1986年5月5日—），新加坡华人女演员、歌手，在新加坡和其他6位女艺人被称作新传媒七公主。2006年凭《星闪闪》获得肯定。

## 演艺经历
2006年，姚懿珊以《星闪闪》（The Shining Star）的角色深受好评，获得了新傳媒私人有限公司的艺人合约。从此开始了她的演艺生涯。
2007年，在《宝家卫国》中饰演梁小诺，开朗的个性奠定了她在观众心目中的地位，而《宝家卫国》收视创新。同年在《宝家卫国》演唱了“握手的距离”和“体谅”，并入围红星大奖10大最受欢迎女艺人。2008年拍摄了中文电视剧《缘之烩》，与新传媒阿哥陈汉玮、戴向宇、谢韵仪演出对手戏。同年在《球爱大战》当中，与新加坡影帝李铭顺，花旦刘子绚携手演出。同时与当红偶像白薇秀、崔鹏、谢美玉和新传媒阿姐级人物潘玲玲大斗人气。
2009年，演出了《美丽的气味》。同年拍摄电视剧《未来不是梦》的她，挑起了重要角色，也在该年再度入围红星大奖10大最受欢迎女艺人。2013年Dawn接电视剧《揭秘》。同年，参演年度戏剧大制作《志在四方》。
2014年，她受邀电视剧《118》第三女主角。懿珊将与昔日小生周初明、周崇庆和潘玲玲同场飙戏。2015年，姚懿珊拍摄了电视剧《起飞》。该剧在新加坡、马来西亚、台湾创下了收视纪录。2016年拍摄了长寿剧《富贵平安》。2018年，在新劇《天之骄子》擔任第一女主角，飾演何露露。
2020年，参演电视剧《爱…没有距离》。
2025年，参演电视剧《小娘惹之翡翠山》，饰演反派康丝丽，再度翻红，被看好问鼎红星大奖最佳女配角。